# Mermerus beccari
Mermerus beccari – gatunek kosarza z podrzędu Laniatores i rodziny Assamiidae.

## Występowanie
Gatunek występuje na Jawie.